# Edward Santeliz
Edward Santeliz  es un futbolista guatemalteco que actualmente milita en el Xelaju Mario Camposeco este jugador creció en las divisiones inferiores del Club Social y Deportivo Suchitepéquez y donde jugó por 5 Temporadas y luego fue traspasado al Miami F.C. de la USSF Division 2 de Estados Unidos, en la posición de Mediocampista.

## Clubes
| Club                   | País           | Año           |
| ---------------------- | -------------- | ------------- |
| Suchitepéquez          | Guatemala      | 2005-2009     |
| Miami F.C.             | Estados Unidos | 2009          |
| Chicago Riot           | Estados Unidos | 2010          |
| Suchitepéquez          | Guatemala      | 2010-2011     |
| Deportivo Malacateco   | Guatemala      | 2011-2013     |
| Comunicaciones         | Guatemala      | 2013          |
| Xelajú Mario Camposeco | Guatemala      | 2014          |
| Deportivo Coatepeque   | Guatemala      | 2014-2015     |
| Antigua GFC            | Guatemala      | 2015-2016     |
| Deportivo Malacateco   | Guatemala      | 2016-2019     |
| Xelajú Mario Camposeco | Guatemala      | 2019-presente |

## Palmarés

### Campeonatos nacionales
| Título                               | Club                                   | País      | Año  |
| ------------------------------------ | -------------------------------------- | --------- | ---- |
| Liga Nacional de Fútbol de Guatemala | Club Social y Deportivo Comunicaciones | Guatemala | 2013 |
| Liga Nacional de Fútbol de Guatemala | Antigua GFC                            | Guatemala | 2015 |

- Datos: Q5345220